# Маний Валерий Максим
Вижте пояснителната страница за други личности с името Валерий Максим.
Маний Валерий Волуз Максим (на латински: Manius Valerius Volusus Maximus) e политик и сенатор на Римската република през 5 век пр.н.е.
Произлиза от фамилията Валерии, клон Волуз-Максим. Син е на Марк Валерий Волуз (консул 505 пр.н.е.) и племенник на прочутия Публий Валерий Попликола (четири пъти консул между 509 и 504 пр.н.е.). Брат е на Луций Валерий Поцит (консул 483 и 470 пр.н.е.).
За войната против еквите и волските през 494 пр.н.е. Сенатът и консулите на годината Тит Ветурий Гемин Цикурин и Авъл Вергиний Трикост Целимонтан го избират за диктатор, за да задължат населението за военна служба. Диктаторът сформира 10 легиона, от които той командва четири, а консулите по три. Началник на конницата е Квинт Сервилий Приск Структ, брат на консул Публий Сервилий Приск Структ (консул през 495 пр.н.е.). Водят боеве против волските и сабините. След победата празнува триумф. Сенатът започва преговори с разбунтувалите се 494 пр.н.е. плебеи – secessio plebis.